# Eichstaettia mayri
Eichstaettia es un género extinto de peces osteíctios prehistóricos del orden Elopiformes. Este género marino fue descrito científicamente por Arratia en 1987.

## Especies
Especies reconocidas del género Eichstaettia:
- † Eichstaettia Arratia 1987
  - † Eichstaettia mayri